# Орбегосо, Луис Хосе де
Луис Хосе де Орбегосо и Монкада Галиндо (исп. Luis José de Orbegoso y Moncada Galindo; 25 августа 1795 — 5 февраля 1847, Трухильо) — граф де Олмос, перуанский аристократ, государственный и военный деятель, временный президент Перу с 21 декабря 1833 по 11 августа 1836 года, эти времена были у истоков становления перуанской государственности когда происходило много восстаний и фактически шла гражданская война, за время президентского срока его смещали с поста два раза.
Луис Хосе Орбегосо участвовал в войне за независимость Перу под командованием Хосе Сан-Мартина, а также в войне против Великой Колумбии под командованием Хосе де Ла Мара. На выборах в 1833 году одержал победу над ставленником предыдущего президента Педро Бермудесом. В результате последующего противостояния Педро Бермудес объявил себя президентом, но был вскоре смещён войсками Филипе Салаверри, который в свою очередь сам вскоре сместил президента Луиса Хосе Орбегосо. С помощью войск президента Боливии Андреса де Санта Круса, Орбегосо вернул себе власть. В качестве оплаты за помощь Санта Круса, Луис Орбегосо согласился на создание Перу-боливийской конфедерации где Санта Крус становился главой конфедерации, а Орбегосо только республики Северного Перу.
Потерпев поражение от желающего вернуть себе власть при поддержке Чили Августина Гаммара, Орбегосо был вынужден покинуть Перу, возвратившись через несколько лет, он избегал политической жизни.